# Abraham Mebratu
Abraham Mebratu   (Etiòpia, 6 d'abril de 1970) (amàric አብርሃም መብራቱ, àrab: أبراهام مبراتو) és un exfutbolista etíop i entrenador de futbol.
Destacà com a entrenador de les seleccions de futbol del Iemen i d'Etiòpia.